# Nannamoria inopinata
Nannamoria inopinata is een slakkensoort uit de familie van de Volutidae. De wetenschappelijke naam van de soort is voor het eerst geldig gepubliceerd in 1979 door Darragh.